# 100 Club
Il 100 Club è un locale musicale situato al numero 100 di Oxford Street a Londra, Inghilterra, che ospita musica dal vivo dal 24 ottobre 1942. In origine si chiamava Feldman Swing Club, ma ha cambiato nome nel 1964 quando la proprietà è passata al padre dell'attuale proprietario.

## Storia del 100 Club

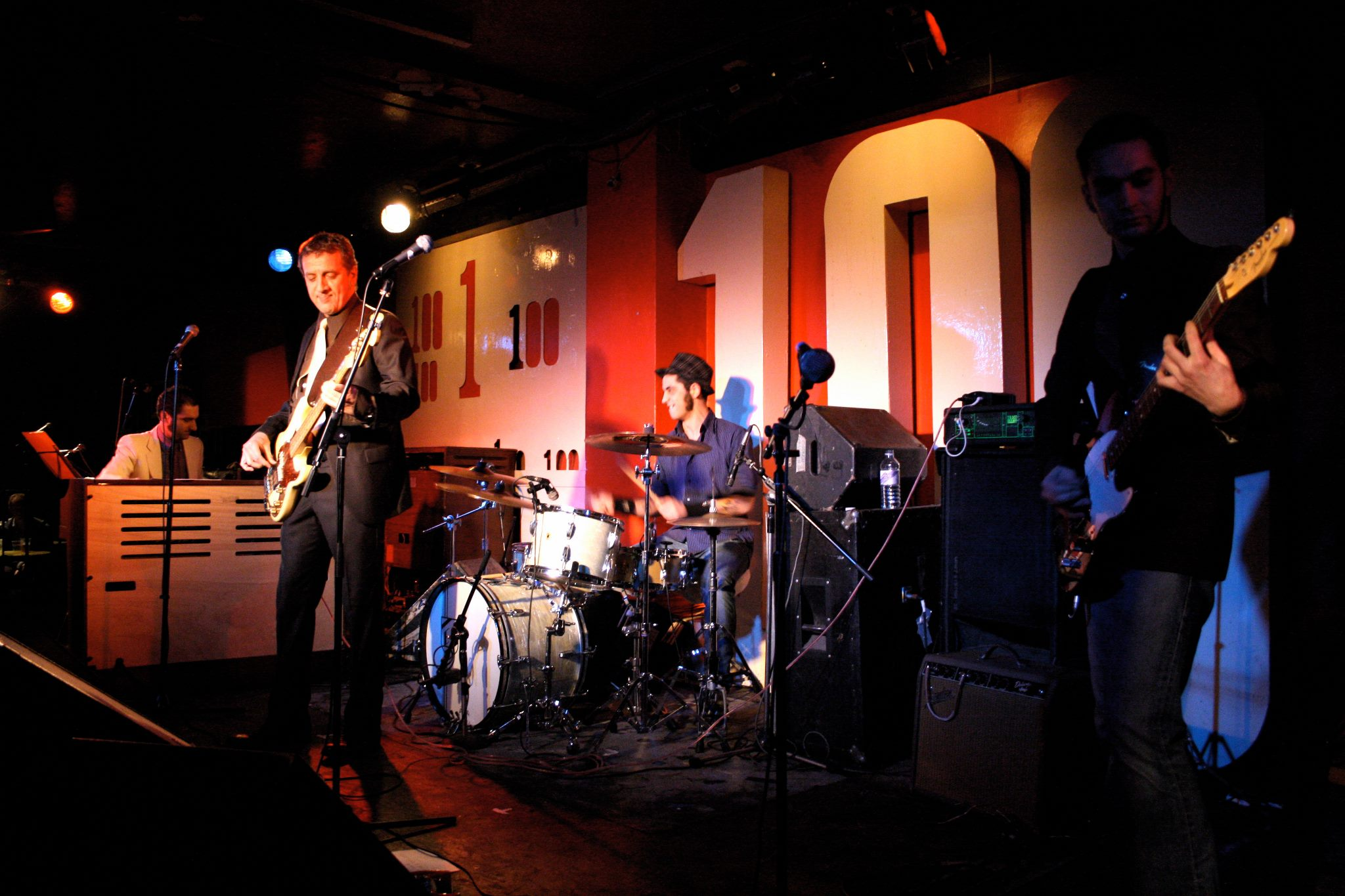
I Link Quartet in concerto al 100 Club nel 2011

### Dagli Anni '40 agli Anni '60: il Feldman Swing Club
Negli anni '40 il locale era un ristorante chiamato "Macks" che, a partire dal 24 ottobre 1942, veniva affittato ogni domenica sera da Robert Feldman a 4 sterline a notte per farne un jazz club con musica swing e bebop. I musicisti coinvolti nel Feldman Swing Club, come riportato dal Melody Maker, erano Frank Weir, Tommy Pollard, il trombettista Kenny Baker e il sassofonista Jimmy Skidmore, con la partecipazione come ospiti del Feldman Trio, composto dai figli di Feldman tra cui l'allora batterista jazz di otto anni Victor Feldman.
La clientela del club all'epoca comprendeva anche gruppi di G.I. americani, i quali hanno introdotto nel club il jitterbug altrimenti bandito nella maggior parte dei locali. Tra i frequentatori c'era anche Glenn Miller, che ha fatto l'audizione al giovane Victor Feldman, e molti dei migliori artisti jazz americani tra cui Mel Powell, Ray McKinley, Art Pepper e Benny Goodman. Il Club è diventato una mecca anche per molti musicisti britannici come Ronnie Scott e Johnny Dankworth, e per i musicisti neri dell'Impero britannico come Frank Holder, Coleridge Goode e Ray Ellington.
Il club è stato infine rilevato dal manager di Humphrey Lyttelton e durante quel periodo si è esibito anche Louis Armstrong.

### Dagli Anni '70 in poi

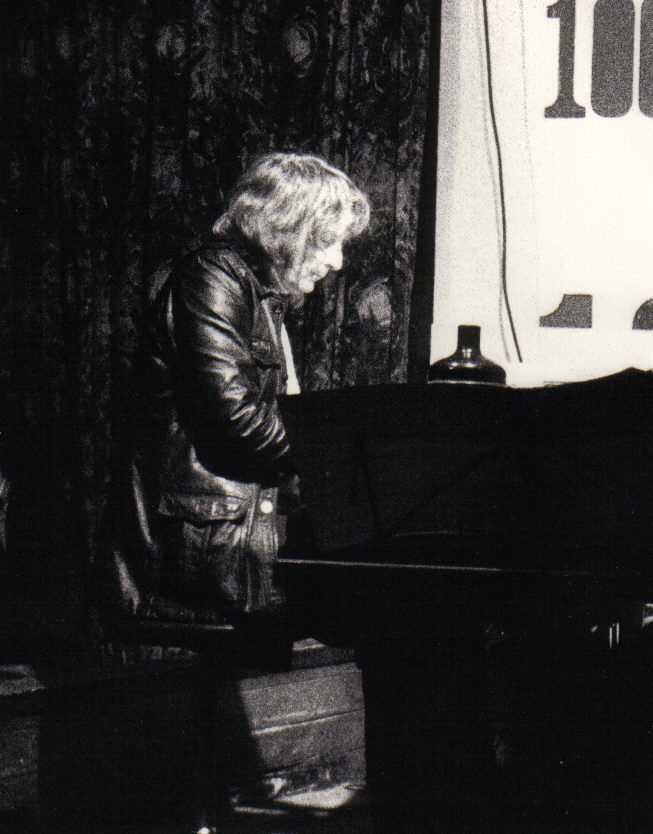
Stan Tracey in concerto durante gli anni '80

Tra la fine degli anni '60 e i primi anni '70 il locale è stato coinvolto nel boom della musica tradizionale, del rhythm and blues e del Beat ospitando tra gli altri i Karakorum nel 1971 con il batterista Martin Chambers poi passato ai Pretenders, dopodiché si è dedicato al punk.
Nel settembre del 1976 il 100 Club ha ospitato il 100 Club Punk Special, il primo festival punk internazionale, un evento che ha contribuito a spingere l'allora nuovo movimento punk verso il mainstream e ha visto suonare tra gli altri i Sex Pistols, Siouxsie and the Banshees, i Clash, i Buzzcocks, i Jam, gli Stranglers e i Damned.
Sotto la spinta di Ron Watts il locale ha ospitato concerti di gruppi punk come gli Angelic Upstarts, gli U.K. Subs e i The Adicts nonché, dal 1981 in poi, band hardcore punk come The Varukers, Black Flag, Discharge, Charged GBH, Crass, Picture Frame Seduction, Skrewdriver e English Dogs. Diversi album dal vivo sono stati registrati nel club, incluso uno dei Sex Pistols.

Il 31 maggio 1982 i Rolling Stones hanno fatto nel locale una data non annunciata come riscaldamento per il loro imminente tour europeo, e sono tornati di nuovo il 23 febbraio 1986 per suonare un tributo per il loro pianista Ian Stewart recentemente scomparso, concerto che è stata la loro unica apparizione dal vivo tra il 1982 e il 1989.
Durante gli anni '80 il locale ha continuato a ospitare sul suo palco gruppi jazz, rhythm and blues e soul groups, comprese esibizioni dei musicisti jazz Sonny Stitt, Lee Konitz e Archie Shepp e una sfida tra i sassofonisti tenore Teddy Edwards e Dick Morrissey.

### Northern soul
Il 100 Club ha ospitato per un trentennio il 6T's Rhythm 'n' Soul Club, la serie più lunga al mondo di notti musicali dedicate al Northern soul, ideata da Randy Cozens e Ady Croasdell della Kent Records UK e che ha festeggiato il 31º anniversario il 18 settembre 2010.

### Il 100 Club oggi

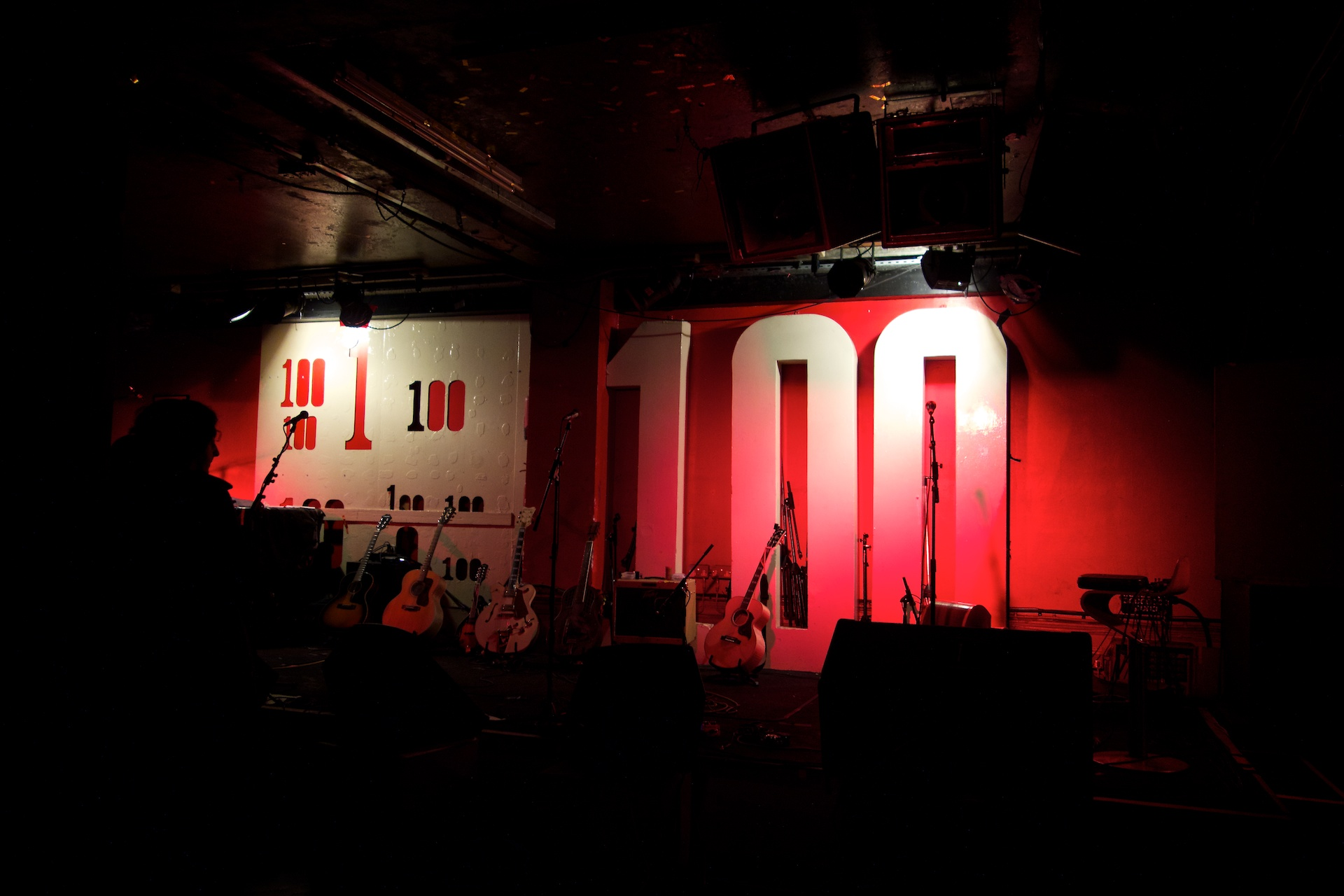
Il palco del 100 Club

Il locale a oggi rimane lo stesso degli anni '70, anche se le band punk non compaiono più regolarmente. Invece c'è un fitto programma di concerti di gruppi come Shame, Alice Cooper, Fat White Family
Black Midi, The Specials, Sisteray, Babyshambles, Idles, Dr. Feelgood, Sleaford Mods. Di tanto in tanto, gruppi famosi in tour vi suonano concerti non pubblicizzati, facendo affidamento sul passaparola per riempire la capienza di 350 persone.

Il "Coda Club", un raduno di musicisti jazz dell'era del Feldman Swing Club, continua a svolgersi con cadenza mensile.
Il "Limelight" rappresenta una novità nei generi musicali del locale, presentando "musica classica in un ambiente rock'n'roll", ospitando artisti classici nuovi o affermati una volta al mese.
Dal 1988 la London Swing Dance Society tiene "Stompin" il lunedì sera, una serata di ballo swing con lezioni e gruppi regolari dal vivo.
Nel 2009 il Feldman Swing Club è stato citato nell'ambito del Brecon Jazz Festival come uno dei 12 locali che hanno contribuito di più alla musica jazz nel Regno Unito, con riferimento al periodo tra il 1942 e il 1954.
A settembre 2010 la proprietà del 100 Club ha minacciato di chiudere i battenti alla fine dell'anno a causa delle continue perdite economiche, ma è stata lanciata una campagna per mantenere aperto il locale, supportata da musicisti tra cui Paul McCartney, finché nel febbraio 2011 si è siglata una partnership con la Converse, controllata della Nike, consentendo al 100 Club di rimanere aperto.